# Casa de Garofalo
La Casa de Garofalo es una familia noble italiana que remonta sus orígenes al siglo XII. Este linaje ha dejado príncipes, duques y marqueses que han marcado la historia por su diplomacia, su desempeño militar, político y artístico.
El apellido Garofalo deriva de la palabra latina garofalus, vinculada a la planta garofano (en español: clavel), flor que se encuentra representada en el blasón de la familia. También se supone que este apellido procede de un topónimo: la extinta localidad de Garofalo. Su lema es Generi nostro fidamus (que en español significa: Confiar en nuestra raza). Los Garofalo están inscritos en los registros del Libro de Oro de las familias de la nobleza italiana. Destacaron en los siglos XIX y XX por ser muy influyentes en la política, la criminología y desde sus orígenes en el siglo XII como generales, capitanes, guardianes y familiares de los Aragón y de los Borbón, también destacaron por haber sido mecenas del arte además de contar con artistas miembros de esta dinastía.
Poseían los ducados de Postiglione, Rutino, Giungano, Bonito, Rebuttone, varios marquesados y otros diferentes títulos nobiliarios.

## Historia
La Casa de Garofalo, familia noble italiana con orígenes catalanes, fue fundada en el siglo XII por el noble Angelo Garofalo. En 1355 la familia se traslada a Palermo, Sicilia, por el entonces jefe de la familia Arnaldo Garofalo, el cual en 1340 recibió la ciudadanía palermitana de la mano del rey Pedro IV de Aragón. De Palermo, más tarde la familia se trasladaría hacia las ciudades de Catania, Trapani, Cosenza y a Nápoles en 1530.
La familia cuenta con varios títulos nobiliarios: los ducados de Giundano, Rutino, Postiglione, Bonito y Rebuttone —este último creado por el rey Felipe III en 1648 a favor de Tommaso Garofalo—, y los marquesados de la Rocca, Rusciano y de Camella. Además de ser nobles de Palermo, barones de Venere, barones de Cairamo, y tener el elevado título de Patrizio de Cosenza.
Vistieron el hábito de Malta a partir del año 1600, se les otorgaron dominios en Malta y fueron honrados con la Orden Militar de Santiago de la Espada en 1658.
En el año 1781, por órdenes del rey Fernando I de las Dos Sicilias, se decidió en la Real Cámara de Santa Chiara, que la familia Garofalo debía considerarse napolitana y merecer todas las prerrogativas y privilegios que merecían las familias de la alta nobleza de Nápoles y del Reino de Nápoles, debido a su "ilustre y antiquísima nobleza".
La participación en momentos decisivos en la historia de Italia deja en evidencia el desempeño político, diplomático y militar de la Familia Garofalo y explica la importancia de la presencia de esta familia en las cortes reales y el alto estima en el que los tenían los Aragón, los Habsburgo y los Borbón-Dos Sicilias.
Constantemente esta familia se vio involucrada en la política de Italia, destacando algunos como alcaldes, senadores, y en la criminología con Raffaele Garofalo miembro de esta familia noble con orígenes catalanes, quien ostentaba el título de barón, también era senador (1 de marzo de 1861-16 de octubre de 1922), es considerado el fundador de esta ciencia.
En el arte, no solo fueron mecenas, sino que también la dinastía Garofalo cuenta con un gran número de artistas pertenecientes a la casta, de los cuales se puede decir que los miembros más destacados fueron Benvenuto Tisi da Garofalo y Carlo Garofalo.
La familia Garofalo se ha relacionado con grandes e importantes familias de la nobleza europea. La familia Tomasi di Lampedusa esta emparentada con la familia Garofalo. Cuando el príncipe Giuseppe Tomasi di Lampedusa —escritor de la reconocida novela Il Gattopardo, luego adaptada al cine por Luchino Visconti— muere sin dejar descendientes directos, los títulos de príncipe de Lampedusa, duque de Palma, barón de Montechiaro-Falconeri y grande de España, pasarían a su primo Giuseppe Garofalo, hijo de Giovanni Garofalo y de su esposa María Antonia Tomasi di Lampedusa. La familia Garofalo cuenta con los títulos de los Tomasi di Lampedusa.

## Miembros destacados
- Gugliemo Garofalo: defensor del rey Pedro de Aragón en 1340.[1]
- Onorio Garofalo: senador y capitán de Palermo; en 1396 liberó Palermo de los revolucionarios, por lo que fue nombrado «Familiar del rey» como agradecimiento de la parte de Martin de Aragón.[3]

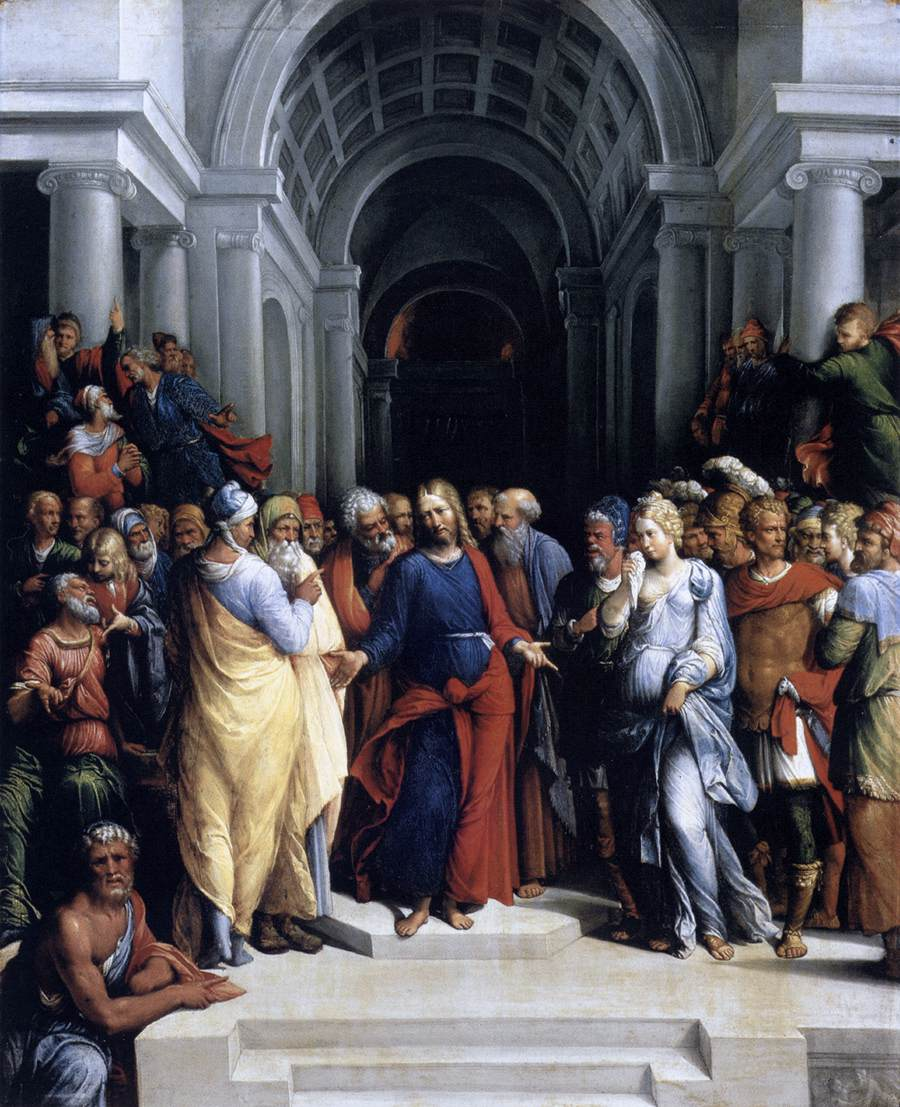
Pintura de Benvenuto Tisi de Garofalo

- Gugliemo II de Garofalo: senador de Palermo, superintendente general de los Castillos Reales y consejero del rey Alfonso IV de Aragón, quién en una carta se refirió hacia Garofalo como «Magnífico y de generosa estirpe». Militó con el rey en la conquista de Córcega y Sicilia.[3]Pintura de Benvenuto Tisi de Garofalo
- Benvenuto Tisi de Garofalo: pintor del clasicismo perteneciente a la escuela de Ferrara, fue pintor para la corte de la Casa de Este, sus obras reposan en museos como el Louvre, Hermitage, la Galería Borghese, entre otros.
- Fortunato Garofalo: capitán del rey Felipe I de España, de quien obtuvo en 1590 el título de marqués a su favor y al de sus herederos.
- Tommaso Garofalo: obtuvo el título «de duque de Rebuttone en 1648 otorgado por el rey Felipe III de España».[11]
- Vincenzo Garofalo: hijo de Tomasso Garofalo, príncipe de Rebuttone, caballero de la Orden de Santiago de la Espada.[11]
- Carlo Garofalo: pintor del barroco. Fue pintor en la corte de Carlos II de España.
- Marco Garofalo: marqués della Rocca, duque de Giungano, duque de Rotino, consejero de estado y de guerra del rey, presidente y gobernador de la provincia de Bari, general y delegado de las cinco provincias vecinas. Trabajó en beneficio de su pueblo en la época de la peste en Bari.[4]Gaetano Garofalo

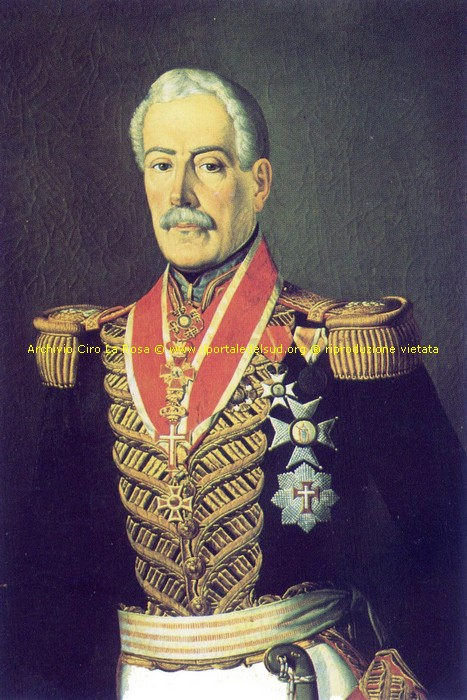
Gaetano Garofalo

- Marco II Garofalo: marqués de Camella y gobernador de la región de Salerno.
- Antonio de Garofalo: duque de Rebuttone, teniente general del rey Fernando I de Borbón, castellano del castillo Sant'Elmo en Nápoles.[4]
- Onorio Garofalo: caballero de la Sagrada Orden Militar Constantiniana de San Jorge.[4]
- Gaetano Garofalo: barón, mariscal de campo y jefe del estado mayor del Ejército de Nápoles, director del Ministerio de Guerra en 1859 y director general del Arma de Artillería así como caballero de varias órdenes nacionales y extranjeras.[4]
- Raffaele Garofalo: senador y criminologo.[7]
- Pasquale Garofalo: príncipe, duque de Bonito y marqués de Camella, escritor de diversos libros[12]
- Giovanni Garofalo: príncipe, político, escritor italiano, casado con la marquesa del Gaudio.

## Los Garofalo y los Aragón
Desde los tiempos medievales los Garofalo se vieron estrechamente relacionados con los Aragón en los campos de batalla. Gugliemo y Michele Garofalo participaron en 1340 en la defensa de Mesina al servicio del rey Pedro de Aragón, quien les agradecería más tarde nombrándolos «Fieles del rey».
Los mismos pasos fueron seguidos por varias generaciones como lo fue el caso de Onorio quién liberó Palermo de los alborotadores revolucionarios, y que más tarde se convertiría en parte de la familia de Aragón a través del nombramiento de «Familiar del rey» por parte de Martin de Aragón.
Una misión aún más complicada fue la que tuvo que cumplir Gugliemo II de Garofalo, cuando militó junto al rey Alfonso IV de Aragón por la toma de Cerdeña y Sicilia, además de ser su consejero y superintendente.
Pietro Garofalo, hijo de Gugliemo II, era parte de la familia de Juan de Aragón rey de Sicilia.
Giuseppe Garofalo fue un valioso capitán de caballería del rey Fernando el Católico.
Hasta los últimos días del reinado de los Aragón, y desde sus inicios, la familia Garofalo desempeño un rol imprescindible en el reino. Su valentía y lealtad en el campo de batalla les permitió ascender hasta emparentarse con la familia real.

## Los Garofalo, los Habsburgo, los Borbón y la corte española
Con los Habsburgo, mantuvieron una relación duradera y muy correspondida. Esta comenzó cuando los Habsburgo tomaron el trono de Sicilia en 1516 con Carlos I.
Durante el reinado de Felipe III, el rey le otorgó el título de duque de Rebuttone a Tommaso Garofalo. El hijo de este, el duque Vincenzo Garofalo, heredaría el título de su padre, y sería una persona cercana al rey Felipe IV, siendo parte de la corte y siendo nombrado «maestro portulano» (maestro del mapa).
Otro acercamiento hacia los Habsburgo se daría a cabo, pero esta vez lejos de la política y la estrategia militar, un acercamiento más artístico con Carlo Garofalo, pintor en la corte de Carlos II, quien pintó junto a su maestro las bóvedas del monasterio de El Escorial y se encargó de pintar sobre cristal (su especialidad) trabajando en detalles y adornos de los aposentos reales.
La evolución de la aristocracia y de su función política y militar, fue cambiando con el paso del tiempo; en la aristocracia del siglo XVIII ya no hacía falta militar en una guerra para ganar el respeto y reconocimiento de la familia real, como lo hicieron durante el reinado de los Aragón, pero fue gracias a los antepasados de los Garofalo, que los descendientes de esta pudieron disfrutar del estatus con el que contaban en el siglo XVIII hasta la abolición de la monarquía en Italia (siglo XV)
La relación entre los Borbón y los Garofalo deja en evidencia esta evolución, basada en la galantería, el protocolo, las artes, y las tradiciones aristocráticas, estas familias coincidían en sus gustos y finesa. Hubo una gran correspondencia entre su alteza serenísima el príncipe Fortunato de Garofalo y la su alteza la princesa María Amelia de las Dos Sicilias reina de Francia, quienes tuvieron una amistad que duró hasta el fin de la vida de la princesa.
Una muestra de la relación y del alto estima entre las dos familias se demuestra cuando en el año 1781, por órdenes del rey Fernando I de las Dos Sicilias, se decidió en la Real Cámara de Santa Chiara, que la familia Garofalo debía considerarse napolitana y merecer todas las prerrogativas y privilegios que merecían las familias de la alta nobleza de Nápoles y del Reino de Nápoles, debido a su ilustre y antiquísima nobleza.

## Monumentos
En la iglesia Monteverginella de Nápoles, se encuentra un monumento y una capilla con el nombre de Cappella dei Garofalo (capilla de los Garofalo) y en la plaza Giulio Rodinò en Nápoles se encuentra el palacio Garofalo que data del siglo XVIII
Uno de los castillos en Italia que perteneció a los Garofalo es el Castel Sant'Elmo.

## En la actualidad
Después de la Segunda Guerra Mundial, y tras la persecución de las familias nobles durante el régimen de Mussolini, parte de la familia Garofalo se trasladó a países que acogían extranjeros y ofrecían prosperidad tales como: Argentina, Brasil, Estados Unidos y Venezuela.
Los integrantes de la familia construyeron sus nuevas vidas, lejos de sus feudos, pero manteniendo las tradiciones aristocráticas.
Con la restauración de Italia y la aparición de los Garofalo en el Libro d'oro della nobiltà italiana (en español: Libro de oro de la nobleza italiana) los títulos nobiliarios que poseían tienen veracidad, y se mantienen en la actualidad como títulos de cortesía.
Los herederos de los títulos y de la historia familiar se encuentran repartidos en dos continentes, Europa y América.

## Heráldica del blasón
Guidato dalla corona ducale di rosso su azzurro leone rampante di oro tenente con le zampe anteriori uno stelo di garofano (fiore) fiorito di 3 pezzi (en español: Liderado por la corona ducal de rojo sobre azul león rampante de oro teniendo con las patas delanteras un tallo de clavel en flor de 3 piezas). En la parte inferior se puede observar la Orden de Santiago de la Espada otorgada a la familia en el año 1600.
El lema de la familia Garofalo es: Generi nostro fidamus (latín: Confiar en nuestra raza)